# This Is Heavy Metal
This Is Heavy Metal is een single van de Finse hardrockband Lordi.
Het was de eerste single van het vijfde studioalbum, Babez for breakfast, en kwam uit op 9 augustus 2010. Het was Lordi's eerste single, die alleen te downloaden was. In slechts een kleine oplage van 200 stuks was de single die maand ook in cd-formaat te koop in de Finse merchandisingwinkel Rokkikauppa. De muziek van de single werd voor het eerst gespeeld op 'Gods of Metal' in het Italiaanse Turijn.